# Klinik Favoriten

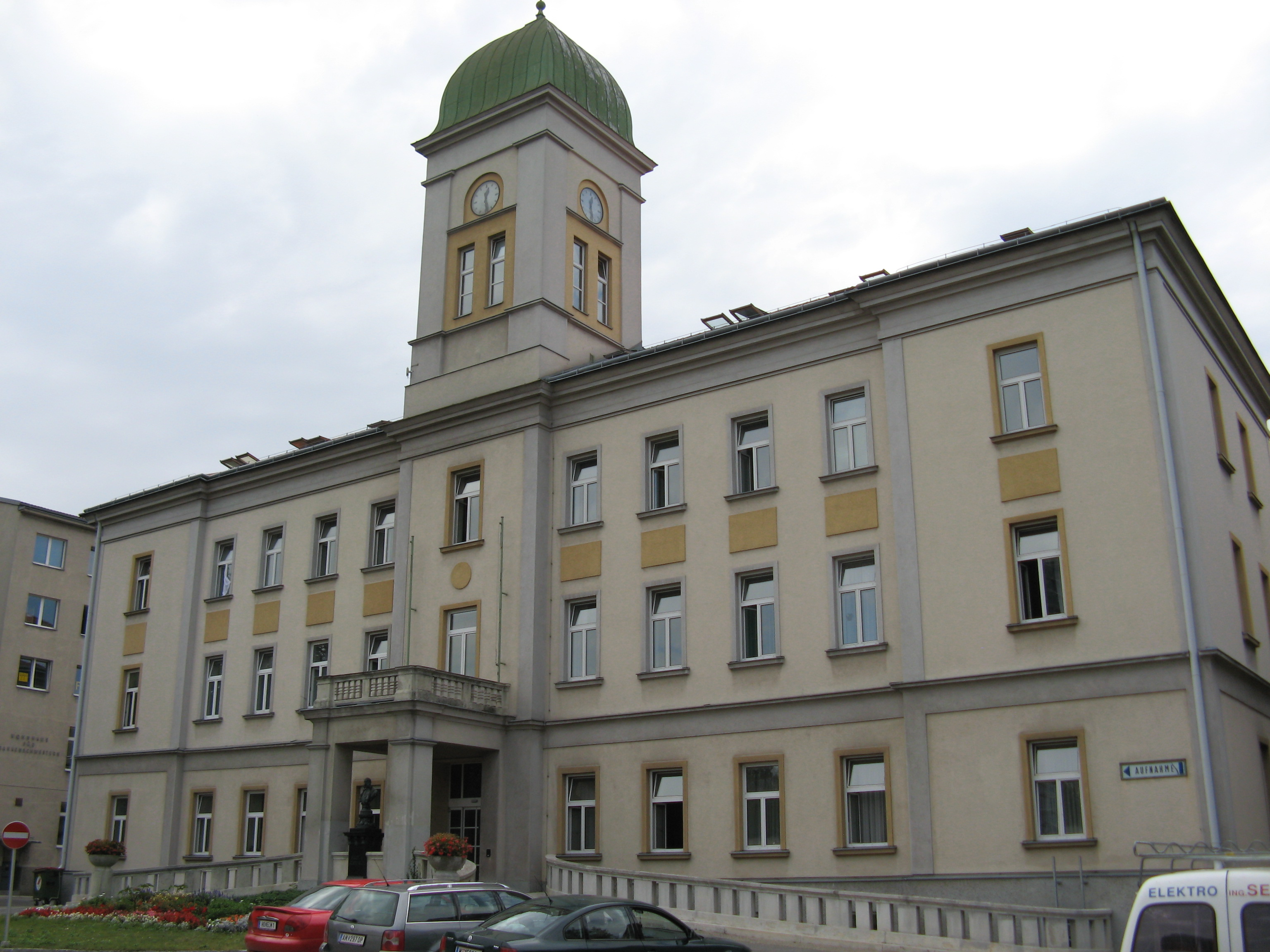
Kaiser-Franz-Joseph-Spital

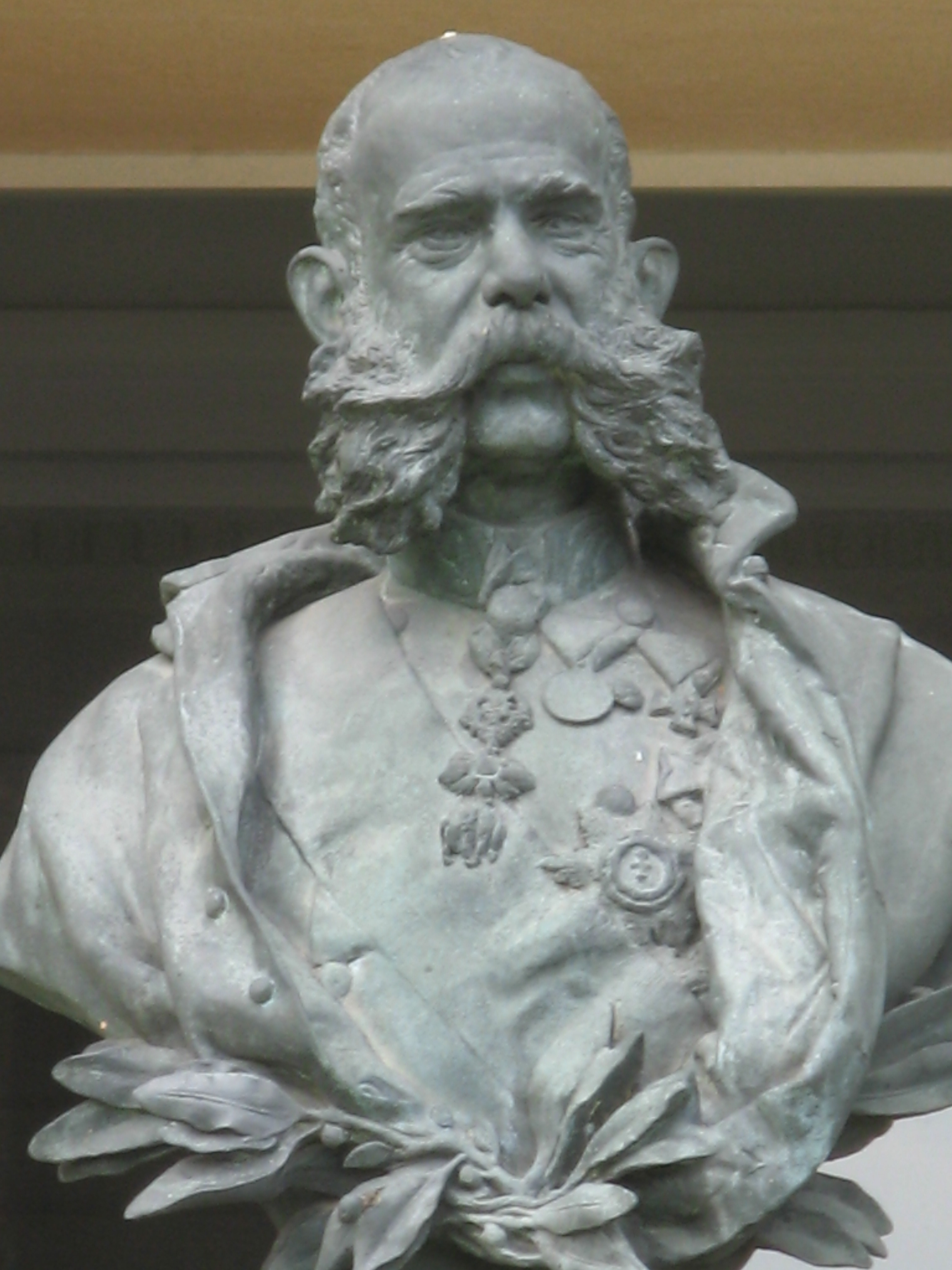
Büste von Kaiser Franz Joseph beim alten Spitalstor

Die Klinik Favoriten (bis 2020 Sozialmedizinisches Zentrum Süd – Kaiser-Franz-Josef-Spital und Geriatriezentrum Favoriten) ist ein vom Wiener Gesundheitsverbund geführtes Sozialmedizinisches Zentrum in der Kundratstraße 3 im 10. Wiener Gemeindebezirk Favoriten. Wegen der Nähe zur Triester Straße wird es gelegentlich auch als Triester Spital oder auch Triesterspital bezeichnet.
Das Sozialmedizinisches Zentrum Süd gliedert sich in folgende Teilbereiche:
- Kaiser-Franz-Josef-Spital
- Geriatriezentrum Favoriten
- Frauengesundheitszentrum F.E.M. Süd
- Männergesundheitszentrum MEN
- Schule für Gesundheits- und Krankenpflege

## Geschichte

### Gründung des Kaiser-Franz-Josef-Spitals
Wenn in Wien eine Epidemie wie etwa die Blattern ausbrach, reichten die Plätze in den bestehenden Spitälern zumeist nicht aus, um die Erkrankten aufzunehmen und so mussten regelmäßig Notspitäler wie, 1892, jenes in Zwischenbrücken (Engerthstraße 105; heute 99–105, Bauabschnitte 25, 30, 33) oder das Meidlinger Notspital eingerichtet werden. Ein weiteres einschlägiges Spital – das sogenannte „Communal-Epidemiespital“ – befand sich unweit nördlich des späteren Kaiser-Franz-Josef-Spitals an der Adresse Triester Straße 42, heute Areal des Martin-Luther-King-Parks. 1872 war dieser Standort durch den Gemeinderat bestätigt und der Bau für 800.000 Gulden ins Auge gefasst worden. Ziel des Vorhabens war die Entlastung der bis dahin für die Behandlung von Epidemiefällen bestimmten Einrichtungen. Mit Eröffnung der Institution am 1. Mai 1873 wurde die Aufnahme von Kranken an den Epidemiespitälern Zwischenbrücken sowie dem Blattern-Kommunalspital auf der Wieden, Karolygasse 11 (Graf-Starhemberg-Gasse 11), sistiert. Das Communal-Epidemiespital (bisweilen auch Pockenhaus bzw. Infectionsspital) ist in seiner Geschichte mit dem Kaiser-Franz-Josef-Spital engst verbunden. Nicht nur durch seine Lage – unbebaute Teile der Liegenschaft wurden zugunsten des zu errichtenden Großkrankenhauses abgetreten –, sondern auch durch den zeitweiligen Status eines Filialspitals, dessen Spezialambulatorium 1921 um die Behandlung (geschlechts)kranker Männer erweitert wurde. Die Baulichkeit, für die man spätestens 1909 (erfolglos) einen Ersatzort gesucht hatte, war der Mischnutzung ausgesetzt: Ab 1. Jänner 1912 beherbergte sie, eröffnet von Richard von Bienerth-Schmerling, dem Statthalter von Niederösterreich, ein Obdachlosenheim. Für 400 Personen wurden unter anderem sieben Schlafsäle sowie zehn Familienwohnungen adaptiert. Gemäß Felix Czeike schloss das Epidemiespital 1925, die Abtragung der Baulichkeit(en) dürfte erst in den 30er-Jahren vollzogen worden sein.
1879 begann die Suche nach einem geeigneten Standort zur Errichtung eines Blatternspitals. Gleichzeitig wurde das Communal-Epidemiespital in Rechnung sowie Administration vom k.k. Krankenhausfonds übernommen. Am 27. Dezember 1882 wurde die Errichtung des Infektionsspitals auf den freien Feldern vor der Matzleinsdorfer Linie genehmigt. Das k.k. Ministerium für Inneres fasste am 21. März 1884 den Entschluss, ein viertes k.k. Krankenhaus (nach dem Allgemeinen Krankenhaus Wien, dem k.k. Krankenhaus Wieden und der Krankenanstalt Rudolfstiftung) zu errichten.

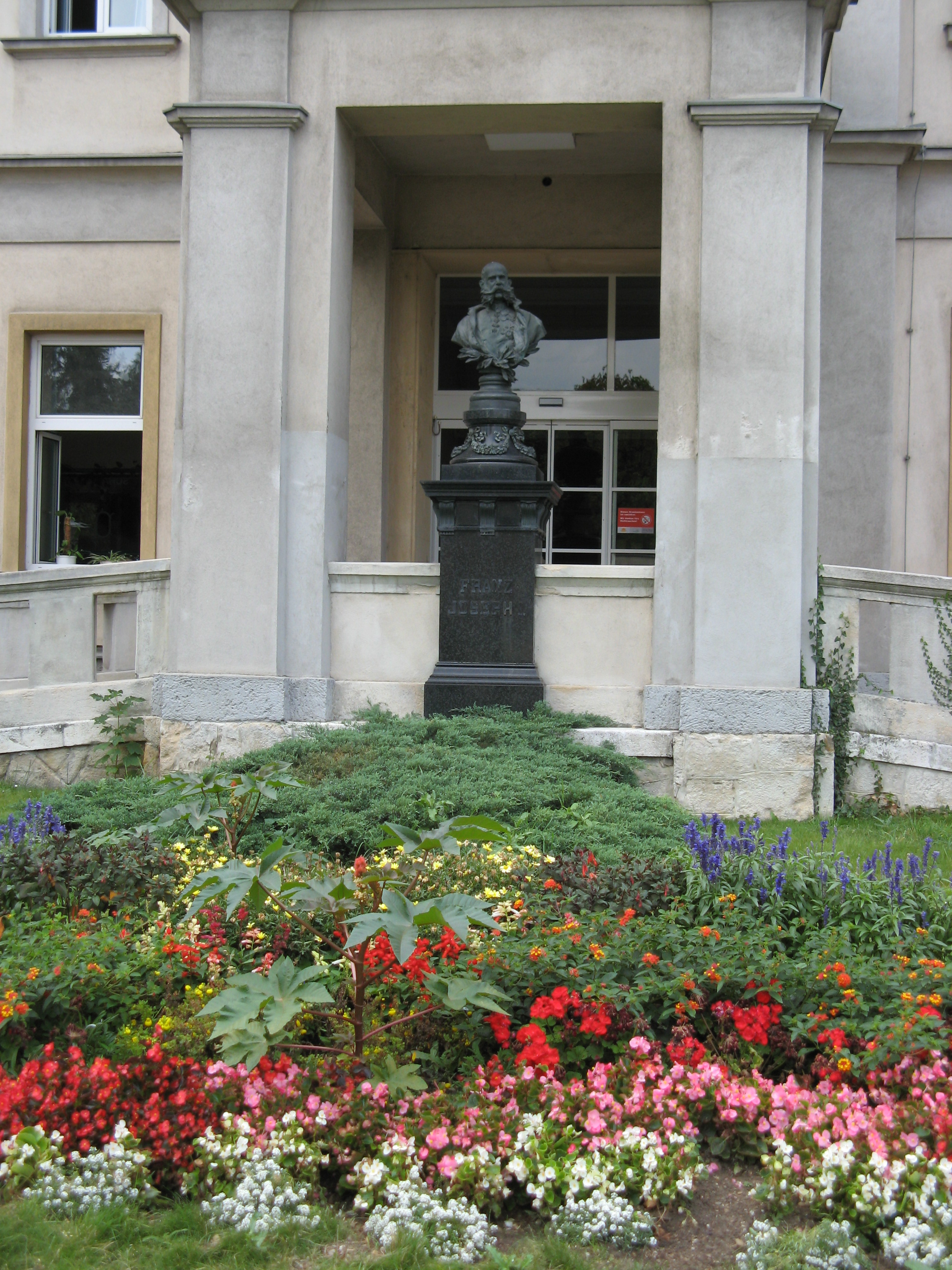
Büste von Kaiser Franz Joseph

Drei Jahre nach der 1884 erfolgten Beschlussfassung zur Errichtung eines weiteren Krankenhauses durch die Stadt Wien begannen nach der am 27. Juni 1887 erteilten Ermächtigung zum Baubeginn im Juli des gleichen Jahres die Bauarbeiten. Als ein Jahr später – am 22. Oktober 1888 – der erste Pavillon mit 60 Betten fertiggestellt war, wurde dieser mit an Blattern erkrankten Personen belegt. Laut einem Erlass des k.k. Innenministeriums wurde das im Aufbau befindliche Spital dem Wiedner Spital unterstellt. Mit der 1889 erfolgten Aufhebung wurde das im Aufbau befindliche Spital selbständig. Nachdem der erste Pavillon als „Krankenhaus Favoriten“ eröffnet worden war, erfolgte am 23. September 1889 die Benennung in „4. k.k. Krankenhaus“. Nach einem Besuch durch Kaiser Franz Joseph I. am 3. November 1889 wurde das Spital am 8. November 1889 in Kaiser-Franz-Josef-Spital umbenannt. Die offizielle Eröffnung durch den Kaiser erfolgte am 27. Oktober 1891. Zu den bis zum Jahr 1891 errichteten insgesamt sieben Pavillons mit etwa 450 Betten kamen ab dem Jahr 1906 zwei weitere Pavillons – den so genannten Pollak’schen Kinderpavillons – mit gemeinsam 100 Kinderbetten. Diese hatte der kaiserliche Rat und Handelsbeisitzer Bernhard Pollak gestiftet. Nach einem am 4. November 1904 erfolgten Lokalaugenschein erteilte am 9. Dezember die k.k. Statthalterei für Niederösterreich die Baubewilligung. Baubeginn war 1905. Die Eröffnung der beiden Pavillons erfolgte 1906 auf Wunsch des Stifters am 18. August, dem Geburtstag von Kaiser Franz Joseph I.
Im Oktober des Jahres 1898 starben im Kaiser-Franz-Josef-Spital mit der Krankenschwester Albine Pecha und dem Internisten Hermann Franz Müller die beiden letzten Pestpatienten an der Lungenpest. Infiziert hatten sie sich im Allgemeinen Krankenhaus Wien bei der Pflege eines Institutsdieners, der sich bei der Versorgung von Versuchstieren im so genannten „Pestzimmer“ an der Pest angesteckt hatte.

### Nutzung während des Zweiten Weltkriegs
Zwei Pavillons des 1938 nach dem Anschluss Österreichs dem Reichsgau Wien übergebenen und in „Robert Koch Krankenhaus“ umbenannten Krankenhauses dienten während des Zweiten Weltkriegs als Teil des Heereslazaretts IVa. In den beiden letzten Kriegsjahren wurde das Spital durch Luftangriffe fast völlig zerstört, so dass der medizinische Betrieb eingestellt und die Abteilungen in andere Spitäler verlegt werden mussten. Ebenfalls während der Zeit der nationalsozialistischen Herrschaft in Österreich wurde das nahe gelegene Kaiserin-Elisabeth-Wöchnerinnenheim des Vereins „Lucina“ in der Knöllgasse dem damaligen Robert Koch Krankenhaus angegliedert.

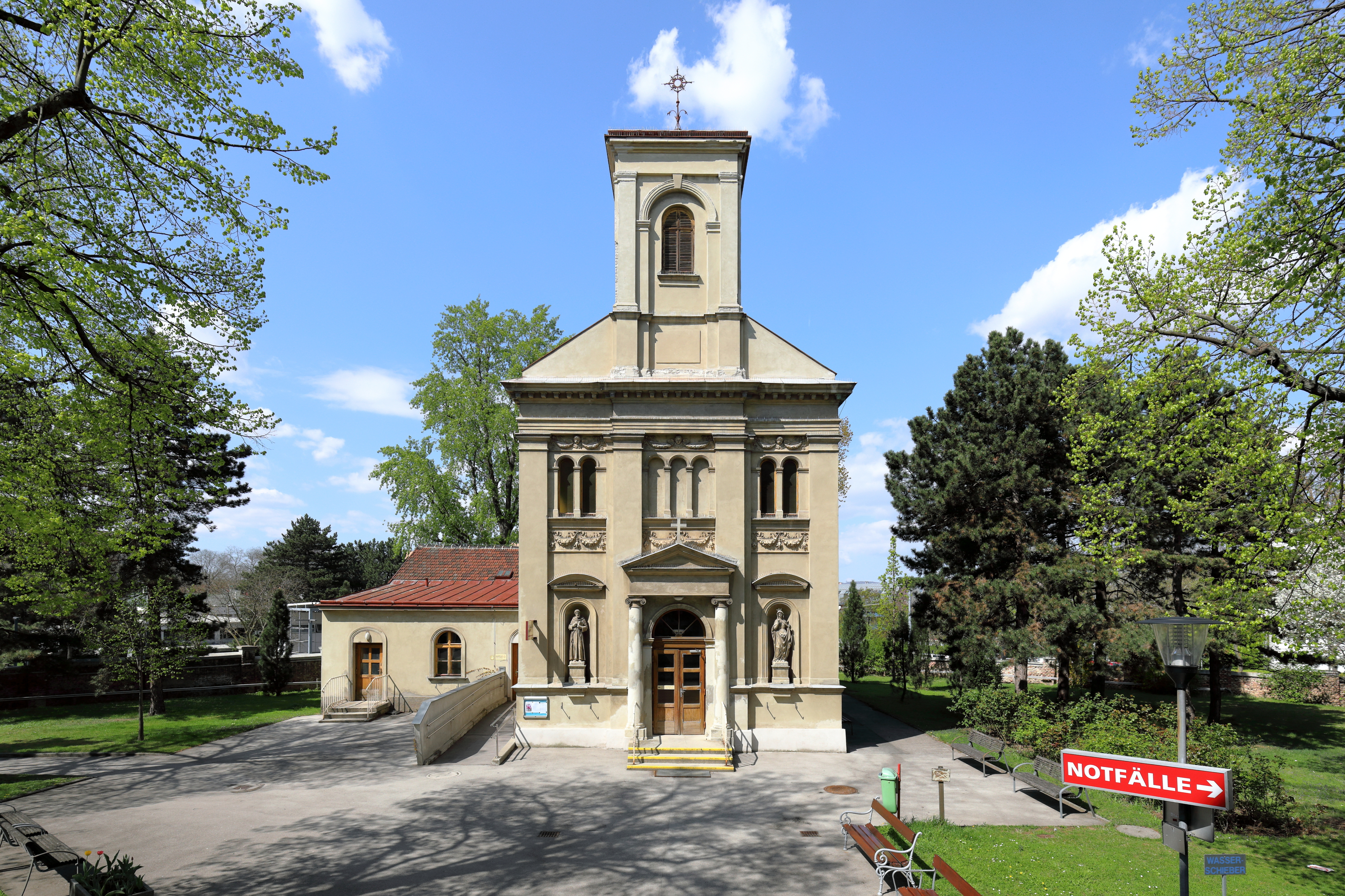
Spitalskapelle

### Wiederaufbau und Modernisierung
Der nach dem Kriegsende begonnene Wiederaufbau des Spitals ermöglichte noch im Jahr 1945 eine schrittweise Betriebsaufnahme des Kaiser-Franz-Josef-Spitals. Weitgehend abgeschlossen war der Wiederaufbau im Jahr 1955, so dass die ausgelagerten Abteilungen wieder an den ihnen angestammten Standort übersiedelt werden konnten. Da durch das ebenfalls in Favoriten gelegene Gottfried von Preyer’sche Kinderspital eine ausreichende Versorgung gegeben war, wurde die Kinderabteilung am KFJ geschlossen. Da sich im Sanatorium Hera das Abhören der Radioprogramme an den Krankenbetten sehr gut bewährt hatte, vermeldete die Rathauskorrespondenz am 6. August 1953, dass einer Firma aus Wien der Auftrag erteilt worden war, die 800 Betten des Kaiser-Franz-Josef-Spitals mit einem Radioanschluss auszustatten. Die Arbeiten sollten bis zum Herbst des Jahres abgeschlossen werden. Als erstes Schwerpunktkrankenhaus in Wien erhielt das Kaiser-Franz-Josef-Spital 1986 eine Psychiatrische Abteilung mit 50 Betten, um hier Patienten mit akut- und gerontopsychiatrischen Erkrankungen behandeln zu können. 1996 erhielt das Kaiser-Franz-Josef-Spital ein neu erbautes Institut für Radioonkologie.
Seit der Inbetriebnahme des neu errichteten Geriatriezentrums im Jahr 2003 wird der Standort unter dem neuen Namen „Sozialmedizinisches Zentrum Süd – Kaiser-Franz-Josef-Spital und Geriatriezentrum Favoriten“ geführt. Seit 2005 ist das Sozialmedizinische Zentrum Süd – Kaiser-Franz-Josef-Spital eines von 17 Mitgliedern des „Österreichischen Netzwerks Gesundheitsfördernder Krankenhäuser und Gesundheitseinrichtungen ÖNGK“, einem Teilnetzwerk des Internationalen WHO-Netzwerks Gesundheitsfördernder Krankenhäuser.

### Geriatriezentrum
Das Geriatriezentrum des Sozialmedizinischen Zentrum Süd – Kaiser-Franz-Josef-Spital wurde gemeinsam mit der Großküche zwischen 1996 und 1999 geplant und von 1998 bis 2003 errichtet. Zeitgleich wurde auch eine Tiefgarage mit 402 Stellplätzen gebaut. Das in einem sechsgeschoßigen und einem dreigeschoßigen Trakt untergebrachte Geriatriezentrum beherbergt 240 Betten, eine Akutgeriatrie, Therapie- und Behandlungsräume sowie weitere Räumlichkeiten. Die Großküche ist für 2.000 Essen ausgelegt.
Dem Geriatriezentrum ist auch das Tagesgeriatrische Zentrum Favoriten des Fonds Soziales Wien angeschlossen, in dem die Patienten tagsüber individuelle Betreuung erhalten.

## Statistik
Im Jahr 2006 verfügte das Sozialmedizinische Zentrum Kaiser-Franz-Josef-Spital über durchschnittlich 715 Betten und ungefähr 1908 Bedienstete. 30.105 Patienten wurden stationär aufgenommen.

## Ausstattung
- Abteilungen:
Aufnahmestation
1. Medizinische Abteilung
2. Medizinische Abteilung mit Rheumatologie und Osteologie sowie Akutgeriatrie
3. Medizinische Abteilung – Zentrum für Onkologie und Hämatologie
4. Medizinische Abteilung mit Infektions- und Tropenmedizin
5. Medizinische Abteilung mit Kardiologie
Abteilung für Anästhesie und operative Intensivmedizin
Chirurgische Abteilung
Gynäkologisch-geburtshilfliche Abteilung
Hals-Nasen-Ohren Abteilung
Urologische Abteilung
Neurologische Abteilung
Psychiatrische Abteilung
- Institute:
Zentralröntgeninstitut und Schnittbildzentrum
Institut für Radioonkologie
Institut für Physikalische Medizin und Rehabilitation
Pathologisch-bakteriologisches Institut
Institut für Laboratoriumsdiagnostik
- Ambulanzen:
Akutgeriatrische Ambulanz, Akutgeriatrische Tagstation
Interdisziplinäres Mammazentrum
Ambulanz
2. Medizinische Ambulanz (allgem. Rheuma Ambulanz, Spezialambulanzen)
3. Medizinische Ambulanz
4. Medizinische Ambulanz
5. Medizinische Ambulanz für Herz-Kreislauf-Erkrankungen
Erstuntersuchungsambulanz
Chirurgische Ambulanz
Hals-Nasen-Ohren Ambulanz
Gynäkologische Ambulanzen
Urologische Ambulanz
Psychiatrische Ambulanz
Neurologische Ambulanz
Schmerzambulanz
Hautambulanz
Augenambulanz
Kieferchirurgische Ambulanz
Physikalische Ambulanz

### Frauengesundheitszentrum F.E.M. Süd, Männergesundheitszentrum MEN
Das „Frauengesundheitszentrum FEM Süd“ besteht im Kaiser-Franz-Josef-Spital seit dem Jahr 1999 und das „Männergesundheitszentrum MEN“ seit dem Jahr 2002. Beide sind zwei von insgesamt drei Standorten des seit 1992 in der Semmelweis-Frauenklinik ansässigen „Frauengesundheitszentrum FEM“. Geführt wird FEM (Frauen Eltern Mädchen) von einem gemeinnützigen Verein, der mit der Weltgesundheitsorganisation sowie nationalen und internationalen Gremien zur geschlechtsspezifischen Gesundheitsförderung bei Frauen und Männern zusammenarbeitet.

### Interdisziplinäres Mammazentrum
Durch das Mammazentrum sollen die Früherkennung von Brustkrebs gefördert und damit die Heilungschancen gesteigerten werden. Untergebracht sind hier eine gynäkologische und chirurgische Brustambulanz, die gesamte bildgebende und interventionelle Mammadiagnostik sowie die plastisch-chirurgische Beratung.

## Ausbildung

### Schule für allgemeine Gesundheits- und Krankenpflege
Die Schule für allgemeine Gesundheits- und Krankenpflege befindet sich direkt neben dem Neurologie-Gebäude. Geboten wird eine dreijährige Ausbildung im gehobenen Dienst für Gesundheits- und Krankenpflege sowie nach Paragraph 44 eine verkürzte Aufschulung (zwei Jahre) für Pflegehelfer. Zur Verfügung stehen 300 Ausbildungsplätze.

## Auszeichnungen
- 2007 erhielt die Küche des Kaiser Franz Josef Spitals Drei Kessel von der CEO Gastromed Int. (Kessel Analyse – Qualitätssicherung in Großküchen).[12]
- 2006 erhielt das Sozialmedizinisches Zentrum Süd – Kaiser-Franz-Josef-Spital und Geriatriezentrum Favoriten erstmals die Ökoprofit-Auszeichnung für Verbesserungen in Umweltbelangen.
- Das Zentralröntgeninstitut und das Mammazentrum sind qualitätskontrolliert und nach ISO 9000:2001 qualitätszertifiziert.

## Naturdenkmal
Eine auf dem Areal des Sozialmedizinischen Zentrum Süd – Kaiser-Franz-Josef-Spital befindliche Platane (Platanus x hybrida) wurde unter der Nummer 767 als eines der Wiener Naturdenkmäler unter Schutz gestellt.

## Personen
- Robert Steiner von Pfungen war ab 1891 Primararzt